# Júnior Caiçara
Júnior Caiçara (bulgarisch Жуниор Кайсара Schunior Kajsara, * 27. April 1989 in São Paulo; eigentlich Uilson de Souza Paula Júnior) ist ein brasilianischer Fußballspieler, der seit 2014 auch die bulgarische Staatsbürgerschaft besitzt. Der rechte Außenverteidiger steht seit der Rückrunde der Saison 2016/17 bei Istanbul Başakşehir unter Vertrag.

## Vereinskarriere

### Anfänge in Brasilien
Júnior Caiçara durchlief die Jugendabteilung vom Coritiba FC aus der Stadt Curitiba. 2008 schloss er seinen ersten Profivertrag mit dem EC Santo André (Vorstadtgürtel um São Paulo) ab. Hier kam er zunächst nicht über die Rolle des talentierten Jugendspielers hinaus und absolvierte lediglich ein Ligaspiel. Ein Jahr später wurde er mehrmals an den brasilianischen Verein Centro Sportivo Alagoano ausgeliehen, ohne jedoch in einem professionellen Ligaspiel eingesetzt zu werden. Anfang 2010 spielte er für einen Monat auf Leihbasis beim América FC (SP). Er bestritt dort vier Ligaspiele.

### Gil Vicente FC
Am 1. Juli 2010 wechselte Caiçara auf Leihbasis nach Europa. Er wurde an den portugiesischen Segunda-Liga-Verein Gil Vicente FC für zwei Jahre verliehen. Hier avancierte Júnior Caiçara schnell zum Leistungsträger auf der Position des rechten Außenverteidigers. Insgesamt bestritt er 56 Ligaspiele und erzielte ein Tor. Am Ende der Saison 2011/12 stieg er mit der Mannschaft in die Primeira Liga auf. Zuvor verlor das Team nur knapp mit 2:1 im Finale des portugiesischen Ligapokals Taça da Liga gegen Benfica Lissabon.

### Ludogorez Rasgrad
Obwohl sein Leihvertrag mit den Portugiesen auslief, kehrte er nicht zu seinem Stammverein nach Brasilien zurück, sondern wurde für umgerechnet 300.000 Euro vom bulgarischen Meister und vorherigen A-Grupa-Neuling Ludogorez Rasgrad gekauft. Bei den Bulgaren konnte er an die starken Leistungen aus Portugal anknüpfen. In den folgenden drei Jahren wurde er dreimal bulgarischer Meister, gewann zweimal den bulgarischen Fußballpokal und zweimal den bulgarischen Fußball-Supercup; außerdem konnte er sich sowohl für die UEFA Europa League als auch für die UEFA Champions League qualifizieren.

### FC Schalke 04
Am 24. Juni 2015, zur Saison 2015/16, wechselte Caiçara in die Bundesliga zum FC Schalke 04. Bei den Knappen erhielt er die Rückennummer 3 und einen Vertrag bis zum 30. Juni 2018. Sein erstes Pflichtspiel für die Schalker absolvierte er beim 5:0-Sieg im DFB-Pokal gegen den MSV Duisburg. Sein erstes Bundesliga-Spiel machte er am 2. Spieltag beim 1:1 gegen Aufsteiger SV Darmstadt 98. Am 17. September machte er beim 3:0-Sieg gegen APOEL Nikosia in der UEFA Europa League sein erstes internationales Spiel für den FC Schalke. Trotz 32 Pflichtspielen wettbewerbsübergreifend auf der rechten defensiven Position entwickelte er sich nicht zum wirklichen Stammspieler in der ersten Saison bei S04; des Öfteren setzte Coach André Breitenreiter auf den routinierteren Sascha Riether (20 Partien). Caiçara bereitete in den 32 Spielen fünf Treffer vor.
Auch in der folgenden Spielzeit unter dem neuen Cheftrainer Markus Weinzierl konnte sich Caiçara nicht in die Stammelf kämpfen. In der Hinrunde kam er auf lediglich 107 Spielminuten in drei Spielen. Besser sah es für ihn in der Europa League aus, wo er vier Spiele über die volle Distanz bestritt. Im Gruppenspiel gegen FK Krasnodar schoss er ein Tor. Dazu bestritt er zwei Partien im DFB-Pokal, wo ihm ein Assist gelang. Da Schalke in der Hinrunde hauptsächlich hinten mit einer Dreierkette verteidigte, kam Caiçara überwiegend als rechter Mittelfeldspieler zum Einsatz.

### Istanbul Başakşehir
Am 16. Januar 2017 wurde der Wechsel in die Türkei zu Istanbul Başakşehir bekannt gegeben. Júnior Caiçara etablierte sich schnell zum Stammspieler und konnte in der Saison 2016/17 und 2018/19 jeweils die Vizemeisterschaft feiern. In der Saison 2019/20 konnte er mit Başakşehir die erste Meisterschaft feiern.

## Nationalmannschaft
Bisher hat Júnior Caiçara noch kein Länderspiel bestritten, erwähnte aber, als er die bulgarische Staatsbürgerschaft erhielt, auch für die bulgarische Nationalmannschaft spielen zu wollen.

## Spielweise
Júnior Caiçara gilt als schneller, technisch beschlagener Außenverteidiger mit gezieltem Offensivdrang. Geschätzt werden auch seine konditionellen Werte und seine hohe Athletik. Er kann auch im rechten Mittelfeld eingesetzt werden.

## Erfolge
Gil Vicente FC
- Aufstieg in die Primeira Liga als Meister der Segunda Liga: 2011
- Finalist im Taça da Liga: 2012

Ludogorez Rasgrad
- Bulgarischer Meister (3): 2013, 2014, 2015
- Bulgarischer Pokal-Sieger: 2014
- Bulgarischer Supercup-Sieger: 2012

Istanbul Başakşehir FK
- Türkischer Meister: 2019/20
- Türkischer Vizemeister (2): 2016/17, 2018/19